# Europees kampioenschap voetbal onder 21 - 2004
Aan het Europees kampioenschap voetbal onder 21 van 2004 (kortweg EK voetbal -21) deden 48 teams mee. Het toernooi werd inclusief de kwalificatiewedstrijden tussen 2002 en 2004 gehouden. Uit de ploegen die dit jaar het eindtoernooi haalden, werd Duitsland als gastland gekozen. De opzet van het eindtoernooi was bijna hetzelfde als vorig jaar. De acht beste teams kwalificeerden zich in twee groepen van vier. De beste nummers twee per groep stromen door naar de halve finale. Bij deze editie van het toernooi werd er ook weer een verliezersfinale gespeeld. Het toernooi werd voor de vijfde keer gewonnen door Italië.
De 48 teams werden verdeeld in twee groepen van vier en acht van vijf. De tien groepswinnaars en zes beste nummers stroomden door naar een play-off-ronde. De acht winnaars daarvan stroomden door naar het hoofdtoernooi, een van de acht winnende landen werd gastland.
Dit toernooi was ook een mogelijkheid tot kwalificatie voor de Olympische Spelen van 2004 in Athene. Naast organiserend land Griekenland, mochten de beste drie teams aan dit toernooi meedoen.

## Kwalificatie
| Kwalificatiegroep 1 | Kwalificatiegroep 1 | Wed | W | G | V | DV | DT | Ptn |
| ------------------- | ------------------- | --- | - | - | - | -- | -- | --- |
| 1                   | Frankrijk           | 8   | 7 | 1 | 0 | 14 | 0  | 22  |
| 2                   | Cyprus              | 8   | 5 | 0 | 3 | 12 | 5  | 15  |
| 3                   | Israël              | 8   | 3 | 1 | 4 | 6  | 11 | 10  |
| 4                   | Slovenië            | 8   | 2 | 3 | 3 | 4  | 7  | 9   |
| 5                   | Malta               | 8   | 0 | 1 | 7 | 0  | 13 | 1   |

| - Slovenië 1-0 Malta - Cyprus 0-1 Frankrijk - Frankrijk 1-0 Slovenië - Malta 0-1 Israël - Malta 0-3 Frankrijk - Cyprus 2-0 Malta - Cyprus 2-0 Israël - Frankrijk 2-0 Malta - Israël 0-3 Frankrijk - Slovenië 2-0 Cyprus | - Malta 0-0 Slovenië - Israël 0-3 Cyprus - Israël 0-0 Slovenië - Malta 0-1 Cyprus - Frankrijk 2-0 Cyprus - Slovenië 1-2 Israël - Israël 3-0 Malta - Slovenië 0-0 Frankrijk - Frankrijk 2-0 Israël - Cyprus 4-0 Slovenië |

| Kwalificatiegroep 2 | Kwalificatiegroep 2   | Wed | W | G | V | DV | DT | Ptn |
| ------------------- | --------------------- | --- | - | - | - | -- | -- | --- |
| 1                   | Noorwegen             | 8   | 6 | 1 | 1 | 19 | 4  | 19  |
| 2                   | Denemarken            | 8   | 6 | 1 | 1 | 24 | 3  | 19  |
| 3                   | Bosnië en Herzegovina | 8   | 4 | 1 | 3 | 6  | 10 | 13  |
| 4                   | Roemenië              | 8   | 2 | 1 | 5 | 6  | 7  | 7   |
| 5                   | Luxemburg             | 8   | 0 | 0 | 8 | 0  | 31 | 0   |

| - Noorwegen 3-0 Denemarken - Bosnië & Herzegovina 2-1 Roemenië - Denemarken 9-0 Luxemburg - Roemenië 0-1 Noorwegen - Noorwegen 0-0 Bosnië & Herzegovina - Luxemburg 0-2 Roemenië - Bosnië & Herzegovina 1-0 Luxemburg - Roemenië 0-1 Denemarken - Luxemburg 0-5 Noorwegen - Denemarken 3-0 Bosnië & Herzegovina | - Denemarken 2-0 Noorwegen - Roemenië 0-1 Bosnië & Herzegovina - Luxemburg 0-6 Denemarken - Noorwegen 2-1 Roemenië - Bosnië & Herzegovina 1-3 Noorwegen - Roemenië 2-0 Luxemburg - Luxemburg 0-1 Bosnië & Herzegovina - Denemarken 0-0 Roemenië - Noorwegen 5-0 Luxemburg - Bosnië & Herzegovina 0-3 Denemarken |

| Kwalificatiegroep 3 | Kwalificatiegroep 3 | Wed | W | G | V | DV | DT | Ptn |
| ------------------- | ------------------- | --- | - | - | - | -- | -- | --- |
| 1                   | Tsjechië            | 8   | 6 | 0 | 2 | 17 | 4  | 18  |
| 2                   | Wit-Rusland         | 8   | 6 | 0 | 2 | 11 | 6  | 18  |
| 3                   | Oostenrijk          | 8   | 3 | 2 | 3 | 5  | 8  | 11  |
| 4                   | Nederland           | 8   | 1 | 4 | 3 | 6  | 10 | 7   |
| 5                   | Moldavië            | 8   | 0 | 2 | 6 | 3  | 14 | 2   |

| - Nederland 0-1 Wit-Rusland - Oostenrijk 1-0 Moldavië - Wit-Rusland 0-1 Oostenrijk - Moldavië 0-2 Tsjechië - Oostenrijk 1-1 Nederland - Tsjechië 3-0 Wit-Rusland - Nederland 0-3 Tsjechië - Wit-Rusland 3-1 Moldavië - Tsjechië 3-1 Oostenrijk - Moldavië 2-2 Nederland | - Wit-Rusland 2-1 Nederland - Moldavië 0-1 Oostenrijk - Tsjechië 3-0 Moldavië - Oostenrijk 0-2 Wit-Rusland - Nederland 0-0 Oostenrijk - Wit-Rusland 1-0 Tsjechië - Tsjechië 1-2 Nederland - Moldavië 0-2 Wit-Rusland - Oostenrijk 0-2 Tsjechië - Nederland 0-0 Moldavië |

| Kwalificatiegroep 4 | Kwalificatiegroep 4 | Wed | W | G | V | DV | DT | Ptn |
| ------------------- | ------------------- | --- | - | - | - | -- | -- | --- |
| 1                   | Polen               | 8   | 6 | 2 | 0 | 24 | 6  | 20  |
| 2                   | Zweden              | 8   | 4 | 2 | 2 | 17 | 13 | 14  |
| 3                   | Hongarije           | 8   | 4 | 0 | 4 | 17 | 13 | 12  |
| 4                   | Letland             | 8   | 3 | 0 | 5 | 11 | 16 | 9   |
| 5                   | San Marino          | 8   | 1 | 0 | 7 | 8  | 29 | 3   |

| - San Marino 1-5 Polen - Letland 0-4 Zweden - Zweden 1-0 Hongarije - Polen 3-0 Letland - Hongarije 4-1 San Marino - San Marino 0-2 Letland - Polen 3-2 Hongarije - Polen 7-0 San Marino - Hongarije 5-2 Zweden - Letland 4-1 San Marino | - Hongarije 3-1 Letland - San Marino 1-5 Zweden - Zweden 1-1 Polen - San Marino 1-2 Hongarije - Letland 0-2 Polen - Zweden 6-0* San Marino - Polen 1-1 Zweden - Letland 2-0 Hongarije - Zweden 3-2 Letland - Hongarije 1-2 Polen |

| Kwalificatiegroep 5 | Kwalificatiegroep 5 | Wed | W | G | V | DV | DT | Ptn |
| ------------------- | ------------------- | --- | - | - | - | -- | -- | --- |
| 1                   | Schotland           | 6   | 4 | 1 | 1 | 10 | 6  | 13  |
| 2                   | Duitsland           | 6   | 4 | 1 | 1 | 11 | 5  | 13  |
| 3                   | Litouwen            | 6   | 3 | 0 | 3 | 8  | 8  | 9   |
| 4                   | IJsland             | 6   | 0 | 0 | 6 | 4  | 14 | 0   |

| - Litouwen 1-4 Duitsland - IJsland 0-2 Schotland - IJsland 1-2 Litouwen - Schotland 1-0 IJsland - Duitsland 1-0 Litouwen - Litouwen 2-1 Schotland | - Schotland 2-2 Duitsland - Litouwen 3-0 IJsland - IJsland 1-3 Duitsland - Duitsland 0-1 Schotland - Schotland 3-2 Litouwen - Duitsland 1-0 IJsland |

| Kwalificatiegroep 6 | Kwalificatiegroep 6 | Wed | W | G | V | DV | DT | Ptn |
| ------------------- | ------------------- | --- | - | - | - | -- | -- | --- |
| 1                   | Spanje              | 8   | 6 | 1 | 1 | 16 | 2  | 19  |
| 2                   | Griekenland         | 8   | 3 | 3 | 2 | 10 | 7  | 12  |
| 3                   | Oekraïne            | 8   | 2 | 5 | 1 | 8  | 5  | 11  |
| 4                   | Noord-Ierland       | 8   | 2 | 1 | 5 | 8  | 16 | 7   |
| 5                   | Armenië             | 8   | 1 | 2 | 5 | 5  | 17 | 5   |

| - Griekenland 1-0 Spanje - Armenië 1-1 Oekraïne - Spanje 1-0 Noord-Ierland - Oekraïne 1-1 Griekenland - Griekenland 2-1 Armenië - Noord-Ierland 1-1 Oekraïne - Armenië 2-0 Noord-Ierland - Oekraïne 0-0 Spanje - Noord-Ierland 2-6 Griekenland - Spanje 5-0 Armenië | - Spanje 2-0 Griekenland - Oekraïne 4-0 Armenië - Noord-Ierland 1-4 Spanje - Griekenland 0-0 Oekraïne - Armenië 0-0 Griekenland - Oekraïne 1-0 Noord-Ierland - Noord-Ierland 3-1 Armenië - Spanje 2-0 Oekraïne - Griekenland 0-1 Noord-Ierland - Armenië 0-2 Spanje |

| Kwalificatiegroep 7 | Kwalificatiegroep 7 | Wed | W | G | V | DV | DT | Ptn |
| ------------------- | ------------------- | --- | - | - | - | -- | -- | --- |
| 1                   | Turkije             | 8   | 7 | 1 | 0 | 18 | 5  | 22  |
| 2                   | Portugal            | 8   | 6 | 0 | 2 | 20 | 11 | 18  |
| 3                   | Engeland            | 8   | 3 | 2 | 3 | 14 | 10 | 11  |
| 4                   | Slowakije           | 8   | 2 | 0 | 6 | 9  | 16 | 6   |
| 5                   | Macedonië           | 8   | 0 | 1 | 7 | 4  | 23 | 1   |

| - Turkije 2-1 Slowakije - Portugal 1-0 Macedonië - Slowakije 0-4 Engeland - Macedonië 0-4 Turkije - Turkije 4-2 Portugal - Engeland 3-1 Macedonië - Portugal 4-2 Engeland - Macedonië 0-2 Slowakije - Engeland 1-1 Turkije - Slowakije 0-2 Portugal | - Slowakije 0-1 Turkije - Macedonië 1-4 Portugal - Engeland 2-0 Slowakije - Turkije 3-0 Macedonië - Portugal 1-2 Turkije - Macedonië 1-1 Engeland - Engeland 1-2 Portugal - Slowakije 5-1 Macedonië - Turkije 1-0 Engeland - Portugal 4-1 Slowakije |

| Kwalificatiegroep 8 | Kwalificatiegroep 8 | Wed | W | G | V | DV | DT | Ptn |
| ------------------- | ------------------- | --- | - | - | - | -- | -- | --- |
| 1                   | Kroatië             | 6   | 3 | 2 | 1 | 9  | 4  | 11  |
| 2                   | België              | 6   | 3 | 1 | 2 | 10 | 8  | 10  |
| 3                   | Bulgarije           | 6   | 3 | 1 | 2 | 7  | 8  | 10  |
| 4                   | Estland             | 6   | 0 | 2 | 4 | 4  | 10 | 2   |

| - België 3-1 Bulgarije - Kroatië 3-1 Estland - Bulgarije 1-3 Kroatië - Estland 0-1 België - Kroatië 1-1 België - Estland 1-1 Bulgarije | - Bulgarije 2-1 België - Estland 0-0 Kroatië - Bulgarije 1-0 Estland - België 0-2 Kroatië - Kroatië 0-1 Bulgarije - België 4-2 Estland |

| Kwalificatiegroep 9 | Kwalificatiegroep 9  | Wed | W | G | V | DV | DT | Ptn |
| ------------------- | -------------------- | --- | - | - | - | -- | -- | --- |
| 1                   | Italië               | 8   | 7 | 0 | 1 | 26 | 5  | 21  |
| 2                   | Servië en Montenegro | 8   | 6 | 1 | 1 | 16 | 8  | 19  |
| 3                   | Finland              | 8   | 3 | 2 | 3 | 11 | 9  | 11  |
| 4                   | Wales                | 8   | 2 | 1 | 5 | 5  | 16 | 7   |
| 5                   | Azerbeidzjan         | 8   | 0 | 0 | 8 | 0  | 20 | 0   |

| - Azerbeidzjan 0-3 Italië - Finland 2-1 Wales - Finland 3-0 Azerbeidzjan - Italië 4-1 Tsjechië - Wales 1-2 Italië - Tsjechië 3-3 Finland - Azerbeidzjan 0-1 Wales - Serb.& Montenegro 3-0 Azerbeidzjan - Italië 1-0 Finland - Wales 1-0* Azerbeidzjan | - Finland 1-2 Servië & Montenegro - Finland 1-2 Italië - Azerbeidzjan 0-2 Serb.& Montenegro - Servië & Montenegro 3-0 Wales - Italië 8-1 Wales - Azerbeidzjan 0-1 Finland - Wales 0-0 Finland - Servië & Montenegro 1-0 Italië - Italië 6-0 Azerbeidzjan - Wales 0-1 Servië & Montenegro |

| Kwalificatiegroep 10 | Kwalificatiegroep 10 | Wed | W | G | V | DV | DT | Ptn |
| -------------------- | -------------------- | --- | - | - | - | -- | -- | --- |
| 1                    | Zwitserland          | 8   | 6 | 1 | 1 | 12 | 6  | 19  |
| 2                    | Rusland              | 8   | 5 | 0 | 3 | 14 | 8  | 15  |
| 3                    | Albanië              | 8   | 3 | 1 | 4 | 10 | 10 | 10  |
| 4                    | Ierland              | 8   | 2 | 2 | 4 | 8  | 11 | 8   |
| 5                    | Georgië              | 8   | 1 | 2 | 5 | 7  | 16 | 5   |

| - Rusland 2-0 Ierland - Zwitserland 2-0 Georgië - Albanië 0-0 Zwitserland - Georgië 0-3 Rusland - Ierland 2-3 Zwitserland - Rusland 1-0 Albanië - Georgië 1-1 Ierland - Albanië 1-4 Rusland - Albanië 1-0 Ierland - Georgië 0-2 Zwitserland | - Ierland 2-1* Albanië - Zwitserland 1-0 Rusland - Ierland 1-1 Georgië - Zwitserland 2-1 Albanië - Ierland 2-0 Rusland - Georgië 3-1 Albanië - Albanië 3-0 Georgië - Rusland 1-2 Zwitserland - Rusland 3-2 Georgië - Zwitserland 0-2 Ierland |

| \| Tweede plaats \| Tweede plaats \| Wed \| W \| G \| V \| DV \| DT \| Ptn \| \| ------------- \| -------------------- \| --- \| - \| - \| - \| -- \| -- \| --- \| \| 1 \| Duitsland \| 6 \| 4 \| 1 \| 1 \| 11 \| 5 \| 13 \| \| 2 \| Denemarken \| 6 \| 4 \| 1 \| 1 \| 9 \| 3 \| 13 \| \| 3 \| Servië en Montenegro \| 6 \| 4 \| 1 \| 1 \| 11 \| 8 \| 13 \| \| 4 \| Portugal \| 6 \| 4 \| 0 \| 2 \| 15 \| 10 \| 12 \| \| 5 \| Wit-Rusland \| 6 \| 4 \| 0 \| 2 \| 6 \| 5 \| 12 \| \| 6 \| Zweden \| 6 \| 3 \| 2 \| 1 \| 12 \| 9 \| 11 \| \| 7 \| België \| 6 \| 3 \| 1 \| 2 \| 10 \| 8 \| 10 \| \| 8 \| Cyprus \| 6 \| 3 \| 0 \| 3 \| 9 \| 5 \| 9 \| \| 9 \| Griekenland \| 6 \| 2 \| 2 \| 2 \| 8 \| 6 \| 9 \| \| 10 \| Rusland \| 6 \| 3 \| 0 \| 3 \| 9 \| 8 \| 9 \| | Alleen resultaten van de beste vier teams per groep werden gebruikt. De zes beste teams kwalificeerden zich voor de play-offs. |     |   |   |   |    |    |     |
| Tweede plaats | Tweede plaats | Wed | W | G | V | DV | DT | Ptn |
| 1 | Duitsland | 6   | 4 | 1 | 1 | 11 | 5  | 13  |
| 2 | Denemarken | 6   | 4 | 1 | 1 | 9  | 3  | 13  |
| 3 | Servië en Montenegro | 6   | 4 | 1 | 1 | 11 | 8  | 13  |
| 4 | Portugal | 6   | 4 | 0 | 2 | 15 | 10 | 12  |
| 5 | Wit-Rusland | 6   | 4 | 0 | 2 | 6  | 5  | 12  |
| 6 | Zweden | 6   | 3 | 2 | 1 | 12 | 9  | 11  |
| 7 | België | 6   | 3 | 1 | 2 | 10 | 8  | 10  |
| 8 | Cyprus | 6   | 3 | 0 | 3 | 9  | 5  | 9   |
| 9 | Griekenland | 6   | 2 | 2 | 2 | 8  | 6  | 9   |
| 10 | Rusland | 6   | 3 | 0 | 3 | 9  | 8  | 9   |

| Tweede plaats | Tweede plaats        | Wed | W | G | V | DV | DT | Ptn |
| ------------- | -------------------- | --- | - | - | - | -- | -- | --- |
| 1             | Duitsland            | 6   | 4 | 1 | 1 | 11 | 5  | 13  |
| 2             | Denemarken           | 6   | 4 | 1 | 1 | 9  | 3  | 13  |
| 3             | Servië en Montenegro | 6   | 4 | 1 | 1 | 11 | 8  | 13  |
| 4             | Portugal             | 6   | 4 | 0 | 2 | 15 | 10 | 12  |
| 5             | Wit-Rusland          | 6   | 4 | 0 | 2 | 6  | 5  | 12  |
| 6             | Zweden               | 6   | 3 | 2 | 1 | 12 | 9  | 11  |
| 7             | België               | 6   | 3 | 1 | 2 | 10 | 8  | 10  |
| 8             | Cyprus               | 6   | 3 | 0 | 3 | 9  | 5  | 9   |
| 9             | Griekenland          | 6   | 2 | 2 | 2 | 8  | 6  | 9   |
| 10            | Rusland              | 6   | 3 | 0 | 3 | 9  | 8  | 9   |

### Kwalificatie-play-offs
| - Duitsland 1-0 Turkije - Turkije 1-1 Duitsland Duitsland won in totaal met 2-1 | - Servië & Montenegro 5-1 Noorwegen - Noorwegen 3-0 Servië & Montenegro Servië en Montenegro won in totaal met 5-4 | - Portugal 1-2 Frankrijk - Frankrijk 1-2 Portugal 3-3: Portugal won met 4-1 na penalty's | - Denemarken 1-1 Italië - Italië 0-0 Denemarken 1-1: Italië won op uitdoelpunten |

| - Wit-Rusland 1-1 Polen - Polen 0-4 Wit-Rusland Wit-Rusland won in totaal met 5-1 | - Zweden 2-0 Spanje - Spanje 1-1 Zweden Zweden won in totaal met 3-1 | - Zwitserland 1-2 Tsjechië - Tsjechië 1-2 Zwitserland 3-3: Zwitserland won met 4-3 na penaltys | - Kroatië 2-0 Schotland - Schotland 1-0 Kroatië Kroatië won in totaal met 2-1 |

## Eindtoernooi
Het eindtoernooi werd gehouden in Duitsland, van 27 mei tot en met 8 juni 2004.

### Finalegroepen
| Groep A | Groep A              | Wed | W | G | V | DV | DT | Ptn |
| ------- | -------------------- | --- | - | - | - | -- | -- | --- |
| 1       | Italië               | 3   | 2 | 0 | 1 | 4  | 3  | 6   |
| 2       | Servië en Montenegro | 3   | 2 | 0 | 1 | 6  | 5  | 6   |
| 3       | Wit-Rusland          | 3   | 1 | 1 | 1 | 4  | 4  | 4   |
| 4       | Kroatië              | 3   | 0 | 1 | 2 | 3  | 5  | 1   |

| 27 mei | Italië 1-2 Wit-Rusland              | Bochum     |
| 27 mei | Servië & Montenegro 3-2 Kroatië     | Oberhausen |
| 29 mei | Wit-Rusland 1-1 Kroatië             | Oberhausen |
| 29 mei | Italië 2-1 Servië & Montenegro      | Bochum     |
| 1 juni | Italië 1-0 Kroatië                  | Bochum     |
| 1 juni | Wit-Rusland 1-2 Servië & Montenegro | Oberhausen |

| Groep B | Groep B     | Wed | W | G | V | DV | DT | Ptn |
| ------- | ----------- | --- | - | - | - | -- | -- | --- |
| 1       | Zweden      | 3   | 3 | 0 | 0 | 8  | 3  | 9   |
| 2       | Portugal    | 3   | 1 | 1 | 1 | 5  | 6  | 4   |
| 3       | Duitsland   | 3   | 1 | 0 | 2 | 4  | 5  | 3   |
| 4       | Zwitserland | 3   | 0 | 1 | 2 | 4  | 7  | 1   |

| 28 mei | Duitsland 2-1 Zwitserland | Mainz    |
| 28 mei | Zweden 3-1 Portugal       | Mannheim |
| 30 mei | Duitsland 1-2 Zweden      | Mannheim |
| 30 mei | Zwitserland 2-2 Portugal  | Mainz    |
| 2 juni | Duitsland 1-2 Portugal    | Mainz    |
| 2 juni | Zwitserland 1-3 Zweden    | Mannheim |

## Knock-out wedstrijden
| Halve finales zaterdag 5 juni - Zweden 1 - Servië & Montenegro 1 Servië & Montenegro won met 6-5 na penalty's Oberhausen - Italië 3 - Portugal 1 Bochum | Verliezersfinale dinsdag 8 juni - Zweden 2 - Portugal 3 Oberhausen Portugal werd derde Zweden werd vierde | Finale Tuesday 8 June - Servië & Montenegro 0 - Italië 3 Bochum Italië werd kampioen Servië en Montenegro werd tweede |

## Olympische kwalificatie
| Team                 | Manier van kwalificatie  | Resultaat OS |
| -------------------- | ------------------------ | ------------ |
| Griekenland          | gastland OS              | 4e in groep  |
| Italië               | finalist                 | brons        |
| Servië en Montenegro | finalist                 | 4e in groep  |
| Portugal             | winnaar verliezersfinale | 4e in groep  |